# ويليام إستابروك تشانسلر
ويليام إستابروك تشانسلر (بالإنجليزية: William Estabrook Chancellor)‏ (25 سبتمبر 1867، دايتون في الولايات المتحدة - 4 فبراير 1963، سينسيناتي في الولايات المتحدة)؛ روائي أمريكي.